# 格里戈里·巴拉希扬

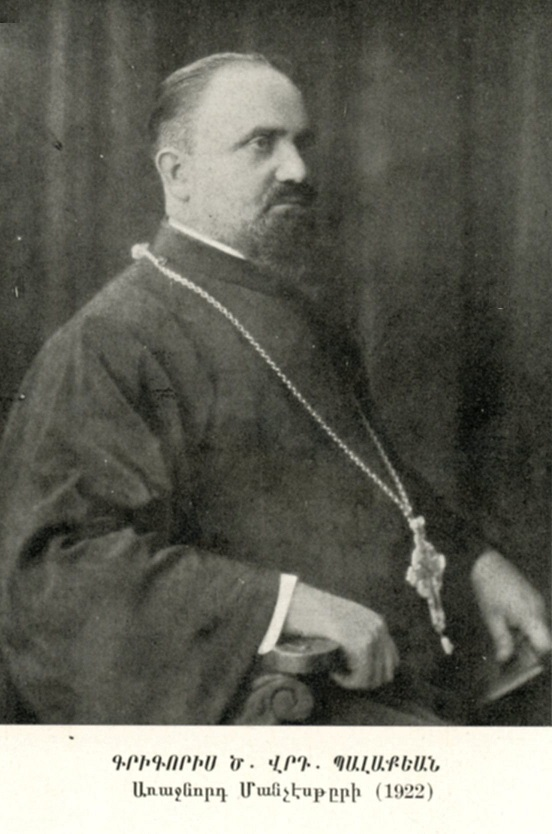
肖像(1922年)

格里戈里·巴拉希扬（英語：Grigoris Balakian，1875年—1934年10月8日），亚美尼亚使徒教会的主教，亚美尼亚大屠杀幸存者，撰有回忆录。

## 生平
格里戈里·巴拉希扬生于奥斯曼帝国的托卡特。在德国学习了两年的建筑学，获得土木工程硕士。格里戈里·巴拉希扬是他的教名。1915年4月24日在君士坦丁堡被逮捕，乃是当时被逮捕和遣送的250名杰出亚美尼亚人士之一。
格里戈里·巴拉希扬是诗人彼得·巴拉希扬的大舅。

## 著作
- 《Armenian Golgotha》，2009，Vintage Books。ISBN 9781400096770
- 《The Ruins of Ani: A Journey to Armenia's Medieval Capital and its Legacy》，2018，Rutgers University Press。ISBN 9781978802919